# Шляхтовський Потік
Шляхтовий Потік (пол. Szlachtowski Potok) — гірська річка в Польщі, у Новотарзькому повіті Малопольського воєводства. Права притока Грайцарика, (басейн Балтійського моря).

## Розташування
Бере початок на південних схилах Старого Верху (840 м) на висоті 750 м над рівнем моря (гміна Щавниця). Тече переважно на південний захід і у селі Шляхтова впадає у річку Грайцарик, праву притоку Дунайця.